# Jerzy Lefeld
Jerzy Albert Lefeld (ur. 17 stycznia 1898 w Warszawie, zm. 22 lutego 1980 tamże) – polski pianista, kompozytor i pedagog.

## Życiorys
Urodził się w rodzinie Karola i Heleny ze Szneidrów. Muzyki uczył się początkowo u L. Prüfferowej i S. Judyckiego (fortepian). Od 1908 roku kształcił się w Instytucie Muzycznym w Warszawie, gdzie ukończył studia pianistyczne w klasie Aleksandra Michałowskiego (1916) i kompozycji pod kierunkiem Romana Statkowskiego (1917). Z uczelnią tą i późniejszym konserwatorium związał się od razu wieloletnią współpracą pedagogiczną (1917–1939), z przerwą w latach 1919–1920 gdy służył w Wojsku Polskim.
W latach 1924–1926 współpracował także z eksperymentalnym studiem radiowym w Warszawie, a od 1926 już z Polskim Radiem (m.in. jako członek Małej Orkiestry PR prowadzonej przez J. Ozimińskiego). W latach 1941–1944 zajmował się pedagogiką, koncertował w kawiarniach i w domach prywatnych. Po wojnie do 1971 prowadził klasę fortepianu w Państwowej Wyższej Szkole Muzycznej w Warszawie. W czasie ponad 60-letniej działalności pedagogicznej wykształcił 40 pianistów, jego uczniami byli m.in. Witold Lutosławski, Stefan Kisielewski, Witold Małcużyński, Jerzy Maksymiuk.
Lefeld był wybitnym pianistą-kameralistą, mającym ogromną zdolność gry a vista. Akompaniamentem zajmował się już w młodości, towarzysząc swojemu ojcu, tenorowi-amatorowi. W latach 1917–1926 wystąpił z Stanisławem Barcewiczem na ponad 100 koncertach. Lista artystów, z którymi występował, zawiera nazwiska ponad 50 śpiewaków (m.in. Stanisława Korwin-Szymanowska, Ada Sari, Ewa Bandrowska-Turska, Wanda Wermińska, Wiktor Brégy, Vittoria Calma, Alfred Orda, Bogdan Paprocki, Andrzej Hiolski, Stefania Woytowicz, Jerzy Artysz) i około 30 różnych instrumentalistów (m.in. Carl Flesch, Paul Hindemith, Ida Haendel, Zino Francescatti, Ruggiero Ricci, Irena Dubiska, Eugenia Umińska, Wacław Kochański, Wanda Wiłkomirska, Konstanty Andrzej Kulka). Grał również w duetach fortepianowych z Zofią Rabcewiczową (nagranie m.in. Ronda C-dur na 2 fortepiany Chopina), Romanem Maciejewskim, Marią Wiłkomirską, Władysławem Szpilmanem.
Brał udział w koncercie kompozytorskim Grażyny Bacewicz 10 maja 1934 w Państwowym Konserwatorium Muzycznym w Warszawie. Akompaniował jej wtedy podczas wykonania utworów: Kaprys nr 1, Pieśń litewska, Kaprys nr 2, Andante i Allegro oraz Temat z wariacjami. Strony z nutami przewracał mu wtedy Witold Lutosławski.
Od 25 czerwca 1927 był mężem Stefanii Siweckiej.
Zmarł w Warszawie, pochowany na cmentarzu ewangelicko-augsburskim przy ulicy Młynarskiej (aleja 26, grób 17).

## Twórczość
Jako kompozytor debiutował 2 symfoniami wykonanymi w Filharmonii Warszawskiej: I Symfonią (1919), którą dyrygował Zdzisław Birnbaum oraz II Symfonią (1925), pod dyrekcją Józefa Ozimińskiego. Obie symfonie przypominano w latach 70. w wykonaniu Wielkiej Orkiestry Symfonicznej Polskiego Radia i Telewizji: I symfonię w 1978, pod dyr. Jerzego Maksymiuka,II symfonię w 1979, pod dyr. Wojciecha Michniewskiego.
W dorobku kompozytorskim Lefelda znajdują się utwory orkiestrowe, kameralne, wokalne i wokalno-instrumentalne, a także wyciągi fortepianowe obu koncertów Fryderyka Chopina, I Koncertu skrzypcowego Karola Szymanowskiego, Strasznego dworu Stanisława Moniuszki, poematów symfonicznych Stanisław i Anna Oświęcimowie i Epizod na maskaradzie Mieczysława Karłowicza.

## Wybrane kompozycje
(na podstawie materiałów źródłowych)
- I Symfonia f-moll op. 2, wersja 1. na orkiestrę (1917)
- Sekstet smyczkowy Es-dur op. 3 (1919)
- II Symfonia e-moll op. 5, wersja 1. na orkiestrę (1921)
- Cztery pieśni op. 4 na głos z fortepianem (1921–1923)
- Trzy preludia op. 6 na fortepian (1936)
- Nokturn op. 7 na fortepian (1943)
- Osiem utworów dla dzieci op. 8 na fortepian (1945)
- Jesień op. 11 nr 2 na fortepian (1945)
- Dwa mazurki op. 9 na fortepian (1947)
- Zachowaj mnie u swoich drzwi op. 10 nr 1 na głos z fortepianem (1947)
- Cóż jest prócz nieba op. 10 nr 2 na głos z fortepianem (1948)
- Krakowiak op. 11 nr 1 na fortepian (1948)
- Kołysanka op. 11 nr 3 na fortepian (1948)
- Cztery sonety krymskie op. 15 na baryton i orkiestrę symfoniczną (1964)
- Sonet „Błogosławieństwo” op. 14 na baryton, orkiestrę smyczkową i harfę (1967)
- I Symfonia f-moll op. 2, wersja 2. na orkiestrę (1969–1976)
- II Symfonia e-moll op. 5, wersja 2. na orkiestrę (1969–1976)
- Intermezzo symfoniczne op. 16 na orkiestrę (1970)
- Odchodzę, wersja 1., pieśń na głos solowy i fortepian (1970)
- Odchodzę, wersja 2., pieśń na głos solowy i orkiestrę (1970)
- Mazurek-impromptu na fortepian (1976)
- Preludium na fortepian (1977)

## Ordery i odznaczenia
- Krzyż Oficerski Orderu Odrodzenia Polski (15 lipca 1954)[6]
- Złoty Krzyż Zasługi (11 listopada 1936)[7]
- Medal Dziesięciolecia Odzyskanej Niepodległości[2]
- Medal 10-lecia Polski Ludowej (7 stycznia 1955)[8]

## Nagrody
- Nagroda Państwowa II stopnia za wybitną działalność w dziedzinie akompaniamentu (1955)[9]
- Nagroda muzyczna miasta Warszawy (1957)
- Nagroda Ministra Kultury i Sztuki I stopnia (1965)[1][10]